# 'Zik
 (janvier 2017).
Si vous disposez d'ouvrages ou d'articles de référence ou si vous connaissez des sites web de qualité traitant du thème abordé ici, merci de compléter l'article en donnant les références utiles à sa vérifiabilité et en les liant à la section « Notes et références ».
'Zik est une ancienne chaîne de télévision française thématique de type musicale détenue par le Groupe AB.

## Histoire
La chaîne est créée au début de l'année 1998 afin de remplacer France Courses qui ne fédère que peu de téléspectateurs. Elle diffuse à ses débuts de 18h00 à 2h00, puis, à la fin mars 1998, de 6h00 à 3h00 du matin. La chaîne est la petite sœur de Nostalgie la télé et de Musique classique dans l'offre musicale du bouquet AB Sat. La programmation étant tournée à public jeune (de 10 à 18 ans), celle-ci innove en diffusant des nouveautés jamais diffusées en France.
Étant à l'origine uniquement diffusée sur ce satellite, elle émet à partir de 2000 sur le canal 11 de la chaîne musicale allemande Onyx.tv (chaîne détenue par le groupe AB) de 17 heures à minuit. La chaîne est proposée en numérique clair sur le satellite Hot Bird et tente de nouer des partenariats avec les plus grandes discothèques de France. Cependant, le succès n'est pas au rendez-vous.

### La relance de 2003
En 2003, AB Sat relance sa chaîne et innove une fois de plus en se positionnant sur le créneau de la Black Music. La chaîne est alors reprise dans l'offre de CANALSAT. Son audience avoisine le 0,1 %.

### Le retour vers la case  «Banqueroute»
En 2005, la concurrence sur ce créneau s'étant intensifiée avec l'arrivée de MTV Base, Trace TV, M6 Music Black, le groupe annonce son arrêt puis décide de la transformer en chaîne musicale toujours axée 'Black Music mais orientée call TV (S.M.S, Tchat à l'écran).

### La nouvelle relance de 2006
En juin 2006, 'Zik devient « La chaîne 100 % rap » et lance son site internet zik.fr (aujourd'hui disparu).
Elle est alors disponible moyennant un abonnement sur l'ensemble des réseaux des cablo-opérateurs et sur les bouquets numériques de télédiffusion en clair ou en crypté.

### Arrêt de 'Zik le31 décembre 2007
La chaîne a cessé sa diffusion le 31 décembre 2007 alors qu'elle émet de 7 heures à 22h30 et partage son canal avec la chaîne XXL. Elle fut remplacée par la chaîne Bis TV Promo (qui vise à vendre le bouquet Bis TV), durant quelques jours.
Avec la suppression de RFM TV en mars 2005 et de Musique classique en octobre 2007, 'Zik fut la dernière chaîne musicale d'Groupe AB mais dernierement le groupe a lancé en partenariat la chaine Clubbing TV.

## Identité visuelle
En juin 2006, la chaîne adopte un nouvel habillage.

Logo de 'Zik de 1998 à 2003.
Logo de 'Zik de 2003 à juin 2006.
Logo de 'Zik de juin 2006 à décembre 2007.

## Dirigeants
Président : 
- David Pierre-Bloch

Responsable éditorial :
- David Deddouche